# What’s Next
«What’s Next» — песня канадского рэпера Дрейка. Она была выпущена как сингл с четвертого мини-альбома рэпера «Scary Hours 2» 5 марта 2021 года на лейблах  Republic и OVO.
Песня дебютировала на первом месте в американском чарте синглов Billboard Hot 100, став восьмым хитом номер один в этом чарте и четвертым синглом, сумевшим дебютировать на вершине чарта.

## Запись
Более ранняя версия «What’s Next» появилась в интернете 27 февраля 2021 года. Было отмечено, что различные строчки песни напоминают неизданный трек Янг Таг под названием «What a Time to Be a Slime». 3 марта 2021 года Дрейк в своих социальных сетях объявил о выходе своего нового мини-альбома Scary Hours 2, релиз которого запланирован на 5 марта. А на следующий день сообщил о возобновление вещания OVO Sound Radio. «What’s Next» был выпущен в качестве первого сингла с мини-альбома.
В мае 2021 года рэпер Baby Keem сообщил, что изначально предполагалось, что «What’s Next» выйдет как совместная работа Дрейка с ним и американским рэпером Playboi Carti, с которым Дрейк позже работал над треком «Pain 1993». Ранним утром 4 сентября 2021 года, на следующий день после выхода альбома Дрейка «Certified Lover Boy», состоялась премьера оригинальной версии «What's Next», записанная с участием Baby Keem, в эфире радиошоу. Оригинальная версия включает в себя все вокальные партии из выпущенной версии, с дополнительным куплетом от Baby Keem.

## Композиция
Текст песни о том, что Дрейк "занимается рэпом" и "работает в гибком режиме", с "шероховатым трэпом" и "триумфально звучащим инструменталом". В лирике рэпер демонстрирует "грандиозные флексы,о которых мог рассказать только он".

## Музыкальный видеоклип
Вместе с синглом было выпущено музыкальное видео, режиссером которого стал Тео Скудра. Видео было снято в начале марта 2021 года в Торонто. В нем Дрейк танцует в различных местах города, включая вершину башни Си-Эн Тауэр, а также в метро , площадь Йонг-Дандас и канадский акванариум Рипли. 

## Коммерческий успех
Песня дебютировала на вершине американского чарта песен Billboard Hot 100 20 марта 2021 года, сместив «Drivers License» Оливии Родриго, которая продержалась восемь недель подряд на первом месте чарта. Остальным трекам с мини-альбома Scary Hours 2, «Wants and Needs» и «Lemon Pepper Freestyle», удалось дебютировать на втором и третьем местах соответственно, что сделало Дрейка первым артистом в истории чарта, чьи три песни дебютировали в топ-3 Billboard Hot 100.

## Чарты
| Чарт (2021)                                | Высшая позиция |
| ------------------------------------------ | -------------- |
| Австралия (ARIA)                           | 7              |
| Австрия (Ö3 Austria Top 40)                | 32             |
| Бельгия/Фландрия (Ultratip Bubbling Under) | 2              |
| Канада (Billboard Canadian Hot 100)        | 1              |
| Чехия (Singles Digitál Top 100)            | 72             |
| Дания (Tracklisten)                        | 34             |
| Франция (SNEP)                             | 74             |
| Германия (GfK)                             | 36             |
| Мир (Billboard Global 200)                 | 1              |
| Исландия (Tónlistinn)                      | 25             |
| Ирландия (IRMA)                            | 7              |
| Италия (FIMI)                              | 88             |
| Литва (AGATA)                              | 12             |
| Нидерланды (Single Top 100)                | 43             |
| Новая Зеландия (Recorded Music NZ)         | 12             |
| Норвегия (VG-lista)                        | 27             |
| Португалия (AFP)                           | 18             |
| Словения (Singles Digitál Top 100)         | 26             |
| Швеция (Sverigetopplistan)                 | 47             |
| Швейцария (Schweizer Hitparade)            | 14             |
| Великобритания (OCC UK Singles)            | 4              |
| Великобритания (OCC UK Hip Hop/R&B)        | 1              |
| США (Billboard Hot 100)                    | 1              |
| США (Billboard Hot R&B/Hip-Hop Songs)      | 1              |
| США (Billboard Pop Airplay)                | 40             |
| США (Billboard Rhythmic)                   | 1              |

| Чарт (2021)                           | Позиция |
| ------------------------------------- | ------- |
| Канада (Canadian Hot 100)             | 68      |
| Global 200 (Billboard)                | 179     |
| США US Billboard Hot 100              | 68      |
| США Hot R&B/Hip-Hop Songs (Billboard) | 29      |
| США Rhythmic (Billboard)              | 32      |

## Сертификация
| Регион                                                                      | Сертификация | Продажи |
| --------------------------------------------------------------------------- | ------------ | ------- |
| Австралия (ARIA)                                                            | Платиновый   | 70 000  |
| Канада (Music Canada)                                                       | Платиновый   | 80 000  |
| Великобритания (BPI)                                                        | Серебряный   | 200 000 |
| Данные о продажах + прослушиваниях приведены только на основе сертификации. |              |         |

## История релиза
| Страна | Дата         | Формат                      | Лейбл(ы)     | Источник |
| ------ | ------------ | --------------------------- | ------------ | -------- |
| США    | 9 Марта 2021 | Rhythmic contemporary радио | OVO Republic | [ 45 ]   |